# 离岸制衡
離岸制衡（英語：Offshore balancing），又譯離岸平衡，是國際關係中現實主義分析中使用的戰略概念。離岸制衡，係一大國利用另一區域大國來遏制潛在敵對大國的崛起，不同於主導美國外交的總體戰略「自由國際主義」。離岸制衡要求大國從陸上撤回，以離岸的位置運用其力量在世界三個主要的地緣政治地區：歐洲，東北亞和波斯灣。

## 歷史
離岸平衡源於英國對歐洲的戰略，即光榮孤立。離岸平衡是美國在1930年代以及1980-1988年伊拉克戰爭中使用的戰略。當美國在1940年代向英國提供租借援助時，美國是民主國家的軍事工廠，而不是民主的鬥士，從事離岸平衡。
這與離岸平衡相一致，因為美國最初不想將美國人的生命獻給歐洲衝突。美國支持兩伊戰爭中的失敗一方（伊拉克），以防止伊朗發展成可能威脅美國影響力的地區霸權。
此外，當國際關係中存在權力的大致平衡時，離岸平衡似乎像是孤立主義，在1930年代是這種情況。美國和蘇聯之間在冷戰期間曾使用過這種策略。

## 理論
可以說，“離岸平衡”的戰略可以使美國維持其力量，而無需在世界範圍內部署大規模的軍事力量。可以將其視為非正式帝國的類似物（例如不列顛）。顧名思義，離岸平衡是一項大戰略，只有歐亞大陸邊緣的島國和美國等大國才能奉行。
該戰略要求這些國家在世界三個主要的地緣政治地區（歐洲，波斯灣和東北亞）保持大致的力量平衡。歐洲和東北亞是世界主要工業中心，波斯灣對全球石油市場有重要性。在這些區域之外，離岸平衡不應擔心發展。尋求離岸平衡的國家應該首先尋求將責任委託給該地區大國（例如增強日本的軍事力量），並且僅在威脅太大而該地區其他大國無法應對的情況下才進行干預。